# Coelophoris comorensis
Coelophoris comorensis är en fjärilsart som beskrevs av Pierre E.L. Viette 1981. Coelophoris comorensis ingår i släktet Coelophoris och familjen nattflyn. Inga underarter finns listade i Catalogue of Life.